# Une flamme brule dans la yaranga
Pour plus de détails, voir Fiche technique et Distribution.
Une flamme brule dans la yaranga (en russe : В яранге горит огонь) est un film d'animation soviétique réalisé par Olga Khodataïeva aux studios Soyouzmoultfilm sorti en 1956. Le scénario s'inspire des contes des petits peuples du Nord de la Russie.

## Synopsis
Loin au Nord, dans une petite yaranga (en) pauvre, vit une veuve avec son fils Yatto et sa fille Teiouné. Les enfants sont paresseux et désobéissants, ils refusent entre autres d'aider leur mère à ramasser le bois pour entretenir le feu. Et quand le feu dans le foyer s'éteint, la méchante vieille sorcière Purga fait irruption dans le yaranga. La mère tente de  protéger ses enfants, mais le blizzard l'emporte. Frère et sœur sont forcés à oublier leur paresse et partir à sa recherche. Ils parcourent un long chemin surmontant de nombreux dangers avant de pouvoir retrouver la maison de Purga et sauver leur mère.

## Fiche technique
- Titre : Une flamme brule dans la yaranga
- Titre original russe : В яранге горит огонь
- Réalisation : Olga Khodataïeva
- Scénario : Jeanna Vitenzon
- Photographie : Nikolaï Voïnov (ru), Elena Petrova
- Direction artistique : Leonid Aristov (ru), Viktor Nikitine (ru)
- Animateurs : Vladimir Arbekov (ru), Boris Boutakov (ru),  Vladimir Danilevitch (ru), Renata Mirenkova (ru), Vadim Dolguikh (ru), Vladimir Kroumin (ru),
- Son : Nikolaï Priloutski (ru)
- Assistant réalisateur : Leonid Aristov (ru)
- Montage : Alexandra Firsova
- Doublage : Rostislav Pliatt
- Production : Soyouzmoultfilm
- Musique originale : Gueorgui Kreitner
- Pays :  Union soviétique
- Durée : 20 minutes
- Langue : russe
- Sortie : 1956